# سپر آبی (کمیک)
سپر آبی (به انگلیسی: Blue Shield) یک شخصیت تخیلی و ابرقهرمانانه در کتاب‌های کامیک می‌باشد. این کاراکتر به دست تام دی‌فالکو و فرنک اسپرینگر خلق شده و در حرفه‌ای شماره ۵ام (ژوئیه ۱۹۸۱) معرفی شد.
جدا از کتاب‌های کامیک، شرکت مارول از سپر آبی در دیگر کالاهای خود از جمله پوشاک، اسباب‌بازی، ورق بازی، انیمیشن‌های تلویزیونی و بازی‌های رایانه‌ای استفاده کرده است.